# 原始佛教 (中道僧團)
原始佛教（original Buddhism），佛教術語，源自於現代西方及日本佛教研究學者，將佛教發展史的最初階段，泛稱為原始佛教或初期佛教，意指釋迦牟尼初過世直到部派分裂前的佛教及其教義。近代華人佛教大德印順法師認為此一時期的佛教應分為前後兩个階段，前階段是釋迦牟尼在世時的佛教，後一階段是釋迦牟尼入滅直到部派分裂前的佛教。印順法師延續西方及日本學界的概念，將釋迦牟尼過世一直到部派分裂前的佛教稱為原始佛教，另用根本佛教來稱呼釋迦牟尼在世時的佛教
。根據印順法師研究發現第一次結集的經說集成，是在目前漢譯《雜阿含經》及南傳《相應部》兩部經典當中「七事修多羅」——『因緣相應』、『食相應』、『聖諦相應』、『界相應』、『五陰(蘊)相應』、『六處相應』、『四念處等道品相應』。
隨佛尊者Bhikkhu Vūpasama（烏帕沙瑪比丘）在第一次結集的經說基礎上，編寫出《相應菩提道次第》一書，提出了原始佛教的教說與菩提道次第，並由中道僧團推廣。由於他認為「原始」是有最初、最早或起源的意涵，主張原始佛教應是指釋迦牟尼佛在世時的教義，而佛滅後百年間教說有所增新，經由佛滅百年「第二次結集」將古新傳誦整編集出四部阿含，成為日後部派佛教各部派共傳的根據，所以隨佛尊者主張自釋迦牟尼佛入滅「第一次結集」後到佛滅百年「第二次結集」的佛教，才應當稱為根本佛教。
中華佛教圈的中道僧團及中華原始佛教會是依據近兩百年來佛教學界的研究為依據，隨佛尊者再進一步的根據漢譯《雜阿含經》及南傳的《相應部》兩部經典當中「七事修多羅」——『因緣相應』、『食相應』、『聖諦相應』、『界相應』、『五陰(蘊)相應』、『六處相應』、『四念處等道品相應』的共說，還原了佛教的原說教義，並在台灣、馬來西亞、美國等地推廣。他們依據近兩百年來佛教學界針對經史考證成果，依「第一次經典結集」集成的經說教法，還原釋迦牟尼佛陀教示的教法、禪法、菩提道次第，並實踐佛陀主張的教義目標——正覺、慈悲喜捨、解脫、三藐三菩提。此時的教義與釋迦牟尼佛的原說教義契合，被認為是最初始的佛教核心教義。
中道僧團根據近兩百餘年來，佛教學界對初期佛教的探究發展，還有佛陀住世時期原始佛教教說的探尋所得，提出「原始佛教的界定」說明。

## 教理與實踐
現代原始佛教信仰者將佛入滅「第一次經典結集」後至佛滅後116年佛教發生部派分裂之前的佛教稱為「根本佛教」，此時已經受到佛陀本生故事的影響，造成神話佛陀的觀念產生 ，蘊含佛教分裂的遠因，各地的教團已漸有神化佛陀概念的雛形。「第一次經典結集」後至佛滅百年間的佛教，被定位為「根本佛教」的主因，是因為佛滅後百年的佛教僧團舉行了「第二次結集」，將「第一次經典結集」集成的教法和百年內增新的傳誦，加以重新整編為《相應部》、《中部》、《長部》、《增支部》等四部聖典，這古新合集的四部傳誦，遂成為後世部派分裂後各部派的共傳。因此，整編出後世諸部派共同傳誦之四部聖典的佛教，隨佛尊者將其定義為「根本佛教」。
根據印順法師的研究，佛陀最初的教義，是在漢譯《雜阿含經》及南傳的《相應部》兩部經典當中的「七事修多羅」——『因緣相應』、『食相應』、『聖諦相應』、『界相應』、『五陰(蘊)相應』、『六處相應』、『四念處等道品相應』，既不包括佛滅後百年內增新編集的『祇夜』（八部鬼神的歌詠偈頌），也無有附會「聖弟子所說」、「如來所說」的『記說』。隨佛法師在此歷史探究的基礎上，進一步的還原了佛陀的原說教法。
根據「第一次經典結集」集成的經法，也就是目前漢譯《雜阿含經》，以及南傳的《相應部》兩部經典當中的「七事修多羅」——『因緣相應』、『食相應』、『聖諦相應』、『界相應』、『五陰(蘊)相應』、『六處相應』、『四念處等道品相應』，探究佛陀住世時的教法核心，即是十二因緣。依「十二因緣」開展出來的實踐方法是「八正道」」，「十二因緣」與「八正道」統合稱為「四聖諦」，完整的修證菩提次第就是「四聖諦三轉、十二行」。充份體現「十二因緣」、「八正道」與「四聖諦三轉、十二行」的禪修方法，就是「七覺分(又稱七菩提支)」，達成的成就包括正覺、離貪、慈悲喜捨、解脫、阿耨多羅三藐三菩提。
至於被貶稱為小乘的部派佛教（目前的南傳佛教即是部派佛教當中的一派），以及公元前一世紀才傳出的大乘菩薩道、後續的祕密大乘菩薩道（或稱金剛乘、密續乘）則是屬於後世發展出來的教派學說，是一種“持續發展演變中的佛教”。從原始經說來看，佛陀入滅後為了回應世俗的需要及期待，流傳自後世的佛教，多是出自後世學人的教导，可說是众生的佛教，不是釋迦佛陀的親說教導。原始佛教信仰者尊重但不跟隨這些“發展出來的佛教”的其他論述，主張“原始佛教”代表佛陀在世時的教法，能達成解脫、成就阿耨多羅三藐三菩提。
原始佛教之阿含經中，隨處皆述及因緣說，依因緣的正覺，斷除「世間恆常、五陰是我、生死不可滅」等妄見。通俗佛教多以為佛法的中心思想是無我，或以為無我是佛教思想的精義，這多是出自部派佛教以來的誤解。因爲現存的初期佛教聖典，皆由部派佛教所傳，而部派佛教多有捨去原始佛教的立場，而採用自部見解立場的學說。
目前廣傳佛教界慣稱的無常、無我、涅槃寂滅，並不是原始佛法的中心理論，而是經由「十二因緣」的修學後，斷除「世間恆常、五陰是我、生死必然」等妄見的說法。在原始的經法中，無常、無我、涅槃寂滅，是不被稱為「法印」，將「無常、無我、涅槃寂滅」稱為法印或三法印（公元後二,三世紀，龍樹論師在《大智度論》提出的意見），或是將「無常、苦、無我、涅槃寂滅」稱為四法印的說法，都是出自後世的部派佛教及大乘菩薩道的見解。
原始佛教時期，當時沒有菩薩的語詞及概念，也無有自利與利他兩者分流的思想，佛陀與聲聞阿羅漢的修證，都是依十二因緣法的明見，開啟八正道的正見」 ，接著修習出世間八正道，最後成就離貪、解脫」，整個修證次第就是「四聖諦三轉、十二行」，成就正覺、離貪、慈悲喜捨、解脫、阿耨多羅三藐三菩提。在釋迦牟尼佛的原說教法導中，佛陀與聲聞阿羅漢的修證是一致無別，差別只在佛陀是「未曾聞法，能自覺法」，聲聞阿羅漢是「受教而覺」 。佛陀、菩薩、阿羅漢修證有別的觀點，純粹是出自部派佛教時代才有的見解及信仰，不是佛陀的教導，而異於三十七道品的「六波羅蜜」（或是「四波羅蜜」、「八波羅蜜」、「十波羅蜜」），也是出自部派佛教的新說教法。大乘、中乘、小乘的見解，則是公元前一世紀「大乘菩薩道」傳出以後，才有的新說法。
隨佛尊者根據漢譯《相應阿含》與南傳《相應部》當中七事修多羅的古老經法共說，提出許多不同現今南傳與北傳佛教的說法。這些為隨佛尊者提出，並認定是「第一次結集」集成的教法中，根據隨佛尊者著作的《論原始佛教之界定》的說法，主要有五大要點：
一、「十二因緣法」的原說，是在「六處」分位。不同出自分別說部《舍利弗阿毘達磨》主張的在「識」分位。
二、根據「六處」為分位的「十二因緣法」原說，確立從「觀六入處集法、滅法」入手而修「十二因緣觀」的佛陀禪法。「十二因緣觀」又稱為「觀四念處集法與滅法」、「觀五陰集法與滅法」、「觀六觸入處集與滅」、「觀世間集與世間滅」、「觀有身集與有身滅」、「觀食之集與滅」、「觀三摩地勤行成就之神足」、「觀老死集與老死滅」、「觀四聖諦（初轉）苦諦、苦集諦、苦滅諦」，都是修習「觀十二因緣的集與滅」。

三、確證「佛陀原說」之修證次第，應當是「先斷無明，後斷貪愛」，不是源自《舍利弗阿毘達磨》主張「先斷身見，最後斷無明」的「十結」理論。
四、確證「佛陀原說」之禪法及菩提道次第，是「修七覺分，次第成就四聖諦三轉、十二行，成就阿耨多羅三藐三菩提」，稱為「一乘道」、「一乘菩提道」。
五、確證「佛陀原說」的聖者典範，唯有 佛陀（無師自覺者）及聲聞阿羅漢（聞法修習者），二者是學法因緣不同，但是正覺、解脫證菩提的證量一致。後世用證量不同於 佛陀的觀點，作為「獨覺（辟支佛）」的解說，建構出另一類聖者，是出自《舍利弗阿毘曇論》
的意見。
這五大要點，與目前北傳與南傳佛教的傳統說法差異很大，呈現出不同的信仰典範、生死教說、修證次第、禪觀方法，在修行面貌與生活態度上，都不同現今的傳統，相當有爭議。隨佛尊者聲稱其著作是根據詳盡的三藏及史獻的比對與考證，影響現代佛教圈在「原始佛教」的探究及認識。

## 十二因緣
隨佛尊者依據漢譯《相應阿含》（後世誤譯經名為《雜阿含》）及南傳巴利《相應部》當中七事相應教的古老共說，將「第一次結集」集成之經說當中的『十二因緣』，在公元2002年先予以還原，2008年在編著的《相應菩提道次第》中首先以文字公開於世，隨後數年間在美國、馬來西亞、澳洲、臺灣、大陸等地傳授十二因緣觀的中道禪法。2012年將《十二因緣經法原說略講》的影音公開傳佈於世，2014年《十二因緣經法原說略講》編輯成書流通於各地。2015年隨佛尊者根據南北三藏與史獻，用學術考證的方式，寫成三十餘萬言的《十二因緣的原說與奧義》，並流傳於世。
無明
不如實知五陰（色、受、想、行、識）如何生起及如何滅盡，因此而不解五陰是因緣生，因緣生則是無常、敗壞、磨滅之法，如是種種不知者是為無明。無明不是發生在過去世，而是在當前眼、耳、鼻、舌、身、意等六觸入處不如實觀察如何緣起，所以無法如實知五陰如何生起，而有無明。
行
妄見五陰是我、我所擁有之我見，以及常見、斷見，是名為行。
識
為六識。六根、六境為緣生六識，當六識生時，因為貪愛識而造成(六)根逐於(六)境的因緣(名色)。如是復緣(六)根、(六)境而生(六)識，如此循環緣生不休，即「名色緣識，識(愛識)緣名色」。
名色
色指六根（眼根、耳根、鼻根、舌根、身根、意根）和五境（色境、聲境、香境、味境、觸境）；名即是受、想、行，為法境，指只有名相而無形質。因為貪愛識，所以(六)根逐於(六)境的因緣(名色)，復緣(六)根、(六)境而生(六)識，如此循環緣生不休，即「識(愛識)緣名色，名色緣識」。
六處
分別說部編集的《舍利弗阿毘曇論》又稱六入，此為每一生之始，指各種感覺器官和思維相緣而生的現在實況（眼色相緣眼識生、耳聲相緣耳識生、鼻香相緣鼻識生、舌味相緣舌識生、身觸相緣身識生、意法相緣意識生），叫做六處，即六根。
觸
指根、境、識之緣具足的代名詞，即眼、色緣眼識生時，稱眼觸；耳、聲緣耳識生時，稱耳觸；鼻、香緣鼻識生時，稱鼻觸；舌、味緣舌識生時，稱舌觸；身、觸緣身識生時，稱身觸；意、法緣意識生時，稱意觸。經說的古義，觸只有眼觸等六觸，部派的《舍利弗阿毘曇論》在原有的六觸之外，又提出許多的觸。
受(、想、行)
指在六觸發生時，所引發的六受、六想、六行(又稱六思)。這是指根、境緣識生(觸)，依根、境、識之緣有憶持(想)、聯想(想)、對比(想)、歸納與分析(想)、判斷(想)，還有情境感受(受)，面對認知環境的企圖與意向(行)。
愛
由於對六入處緣生五陰的不如實知，不知五陰是緣生法。若不如實知五陰緣起與緣生，即為無明。因為無明則於六觸入處不知緣生則無常、苦、非我非我所，即對緣生之六根、六境、六識(五陰)生貪愛和妄見，貪愛是欲求能夠持續保有，妄見是妄想是我及為我所有。
取
取著，根據《相應阿含》44經、《相應部》蘊相應8經的共說,謂：是我、我所而取。取的定義是我見，也正是無明緣行(見)的我見，妄想五陰是我、我所。
有
即為「名色緣識，識(愛識)緣名色」的循環。識與名色因為貪愛而循環為緣，即六根、六境為緣生六識，對識有貪愛，希望識能夠持續呈現，故六根追逐六境，令六識循環緣生的呈現。如是因無明而起的貪愛，使六根、六境與六識循環為緣，不能休止，這也正是五陰為貪愛所繫。五陰在經上稱為有身，有身的集起是因貪愛(《相應阿含》71經、《相應部》蘊相應105經的共說)，而貪愛如結，令五陰為愛結所繫縛，故稱為有結。
生
有結又稱為識食。經說：愛集則食集，食集則未來世生老死集；識食為未來之再有、再生之緣，因識食而有六入生。識食即是指識與名色因為貪愛而循環為緣，也就是因貪愛而造成「名色緣識，識(愛識)緣名色」的循環，故有未來世的六處生。此（五）陰敗壞已，彼（五）陰升起，生命之流輾轉緣生、連綿不斷，有來生之六根生，即有六觸入處升起，也就是五陰的生。
老病死憂悲惱苦
凡生者，即是六根、六境緣生六識的身心活，所以生即是五陰緣生，而緣生則無常、苦、非我非我所。因為生(五陰生)一定是緣生，緣生法則無常，生必是因緣改變不定，所以生的表現當然是老、病、死、憂悲惱苦，而老病死則可稱為生的歷程。
部派佛教對名色、識之定義的新解
目前佛教界對「名色」的定義，都是出自部派佛教以後的論書意見，實際不是古老經說的傳誦。在部派佛教各種流傳的說法中，最早與最主要的論義，都是出自分別說部的《舍利弗阿毘曇論》。《舍利弗阿毘曇論》傳出於佛滅後約116年，是分別說部在印度三大分派（化地部、法藏部、飲光部）的共傳論書，也是佛教最古老的論書。
《舍利弗阿毘曇論》對「名色」的定義，是將「色」由「六入處」改為「四大」，主張「六入處」的「眼、耳、鼻、舌、身；色、聲、香、味、觸」為「四大」；「名」則定義為「由意生」的「受、想、思、觸、思惟」。《舍利弗阿毘曇論》是在「名色」之原始定義的「六根、六境」以外，也即是古老經說原有的「色、受、想、行（又稱為「思」）」之外，又多出了「觸、思惟（另譯作意）」。
《舍利弗阿毘曇論》在「名」的定義中，除了經法原說的「受、想、行（思）」之外，又加入自派增新的「觸、思惟（或作意）、覺觀、見、慧解脫」，並且予以定義在行陰的範疇內。
《舍利弗阿毘曇論》對「行陰」的定義，除了經說的「思」以外，「觸、思惟、覺觀、見、慧解脫」是出乎經說之外的自派創見。
見《相應阿含》41經：「云何行如實知？謂六思身，眼觸生思，耳、鼻、舌、身、意觸生思，是名為行，如是行如實知。……觸集是行集，如是行集如實知。」
見《相應部》22.56經：「諸比丘！以何為行耶？諸比丘！六思身是。[謂：]色思、聲思、香思、味思、所觸思、法思是，此名之為行。依觸之集而有行之集，依觸之滅而有行之滅。」
《舍利弗阿毘曇論》對「名色」及行陰的新定義，揉雜於分別說部的經誦中，即是現今南傳《相應部》『因緣相應』2經的說法。
見《相應部》『因緣相應』2經：「諸比丘！何為名色？[諸比丘！]受、想、思、觸、作意，以此謂之名；四大種及四大種所造之色，以此謂之色。如是此名與此色，謂之名色。」
《相應部》『因緣相應』2經的「作意」，是指「如理作意」，在公元四、五世紀的漢譯是稱為「正思惟」。《舍利弗阿毘曇論》與南傳《相應部》『因緣相應』2經對「名色」的新定義，說一切有部是抱持不同的意見。
見《相應阿含》298經：「云何名？謂四無色陰：受陰、想陰、行陰、識陰。云何色？謂四大，四大所造色，是名為色。此色及前所說名，是為名色。」
說一切有部《相應阿含》298經將「名色」定義為「四大的色陰（這是《舍利弗阿毘曇論》的意見）」與「受陰、想陰、行陰、識陰」，當中多融攝了「識陰」，這是自派的意見，也是不合「名色緣識」的經說教法。
《舍利弗阿毘曇論》改說、增新「名色」的定義，完全改造了「根、境、識具足名為觸，緣觸生受、想、行（思）」的經說古義，更提出「名（受、想、思、觸、思惟）」是由「意生」的見解。如《舍利弗阿毘曇論》卷十二：「云何識緣名色？……四大四大所造色，是（為）色；由意生受、想、思、觸、思惟謂名。」
《舍利弗阿毘曇論》提出「受、想、思、觸、思惟」是「意生」，另外又將「意入、意根、意界、意識身、意識界」都定義為識陰。《舍利弗阿毘曇論》卷一 ：「云何意入？意根是名意入。云何意入？識陰是名意入。云何意入？心、意、識、六識身、七識界，是名意入。云何意入？若識過去、未來、現在，內外、麤細、卑勝、遠近，是名意入。」
《舍利弗阿毘曇論》不僅將有關「意」的一切都定義為識陰，並且對「識」的定義，除了古老經法共說原有的「六識」之外，另再增加「意入、意根、心、意、識、七識界」的新定義。《舍利弗阿毘曇論》卷三：「云何識陰？意入是名識陰。云何識陰？意根是名識陰。云何識陰？若心、意、識、六識身、七識界，是名識陰。云何識陰？若識過去、未來、現在，內外、麤細、卑勝、遠近，是名識陰。云何六識身？眼識，身、耳、鼻、舌、身、意識身。」
《舍利弗阿毘曇論》定義「意」即是「識陰」，又定義「識陰」包含「意、識、心」，更定義「心」也是「意」與「識」。如《舍利弗阿毘曇論》卷十三：「云何心？若心、意、識、六識身、七識界，是名心。」
《舍利弗阿毘曇論》定義「意」等同「識、心」。因此，「意生」即是指「心生」、「識生」，已經不是「緣生」。可見，分別說部在「名色」與「識」的定義、解說上，都離開經說的原義。

## 相關爭議
中道僧團認為無明在初果時即已斷盡，有違傳統佛教所說阿羅漢才能斷盡無明。此外，此團體所教導的禪法操作細節不像其他南北傳正統顯教敢公開示眾，也引來很多評議。

### 随佛法师篡改南传佛经事件
《相应部》12.2：「诸比丘！何为名色？诸比丘！受、想、思、触、作意，以此谓之名；四大种及四大种所造之色，以此谓之色。如是此名与此色，谓之名色。诸比丘！何为识？诸比丘！此等有六识身：眼识、耳识、鼻识、舌识、身识、意识是。」
随佛法师表示他認為在铜鍱部传诵的《相应部》『因缘相应』二经，保持了「名色」是「色、受、想、行」的说法，但又增说了「触、作意」。『因缘相应』二经将「名色」在「色、受、想、行」之外，增说了「触、作意」，是无法契合『六处相应』93经的「缘二法（根与境）而生识」、『蕴相应』56经的「识为六识身；依名色之集而有识之集」与『因缘相应』12 经「名色缘识，识缘名色」的说法。「名色」的内容增说了「触、作意」，势必造成自说不相合的问题。此問題被認為是一種對佛教典籍的刻意竄改行為。

### 推廣大乘佛教教典
有信奉佛教的宗教原教旨主義者指責原始佛教會創立者隨佛比丘主張吃素，而這不是源自佛陀所給予的教誨，隨佛比丘甚至推廣《佛說阿彌陀經》，而關於淨土的教義也不是源自佛陀所給予的教誨。

## 外部連結
- 原始佛教會 （页面存档备份，存于）